# Luisa Rodríguez de Toro
Luisa Rodríguez de Toro y Pérez de Estela fue una pintora española de mediados del siglo XIX.